# Huleanka, Korosten
Huleanka (în ucraineană Гулянка) este un sat în comuna Bondarivka din raionul Korosten, regiunea Jîtomîr, Ucraina.

## Demografie
Componența lingvistică a localității Huleanka
     Ucraineană (98,39%)
     Rusă (1,61%)
Conform recensământului din 2001, majoritatea populației localității Huleanka era vorbitoare de ucraineană (98,39%), existând în minoritate și vorbitori de rusă (1,61%).